# Sidamulih (Sidamulih)
Sidamulih is een bestuurslaag in het regentschap Ciamis van de provincie West-Java, Indonesië. Sidamulih telt 4391 inwoners (volkstelling 2010).